# Magnus Isacsson
Magnus Isacsson, né en Suède en 1948 et mort le 2 août 2012, est un réalisateur de documentaires canadien dont les films sont consacrés à l'engagement politique et social. 

## Biographie
Il immigre au Canada en 1970. Il travaille en tant que producteur sur CBC, et réalise une vingtaine de films indépendants depuis 1985.
Son film Uranium, dont l'histoire se focalise sur la contamination dans des mines d'uranium au Canada, a été nommé pour le Golden Sheaf Award au Yorkton Film Festival (en) en 1991 ; Power, un long-métrage tourné au Nord-du-Québec, est récompensé meilleur documentaire au Festival international du film d'environnement de Paris (1997), parmi d'autres accolades et nominations.
À ses débuts, Isacsson s'est particulièrement impliqué chez les Documentaristes du Canada (en) (DOC), contribuant à la formation du chapitre Montréal en 1988. Il s'est également impliqué dans les Rencontres internationales du documentaire de Montréal (RIDM). Les Lundis du doc, une initiative d'Isacsson, sont présentés par les RIDM en partenariat avec l’INIS.
Isacsson est décédé à Montréal le 2 août 2012. Il laissait derrière lui un tout dernier film documentaire intitulé Ma vie réelle (2012) qui scrute, avec beaucoup d'empathie, les phénomènes du décrochage scolaire, du rap et de la délinquance au travers de la vie quotidienne de quatre jeunes garçons dans le quartier défavorisé de Montréal-Nord. La première mondiale de ce film a[ura] lieu dans le cadre de la 15e édition des RIDM le 12 novembre 2012. Une soirée hommage à la conception de laquelle le cinéaste a lui-même contribué sera consacrée à l'ensemble de son œuvre.

## Filmographie
- Ma vie réelle (2012)
- l'Art en Action (2009)
- La bataille de Rabaska (2008)
- Hell-bent for Justice (2005)
- Waiting for Martin (2004)
- Maxime, McDuff & McDo (en) (2002)
- Vue du Sommet (2002)
- Pressure Point (1999)
- The Choir Boys (1999)
- Vivre Ensemble (1997)
- Power (1996)
- The Big Upheaval (1996)
- The Emperor's New Clothes (1995)
- Union Trouble (1991)
- Uranium (1991)
- Out of the Ashes (1991)
- Toivo (1990)